# Malas lenguas
Malas lenguas es un programa de televisión español que se emite en las tardes de La 2 y  en La 1  desde el 9 de abril de 2025. El programa presentado por Jesús Cintora (Aida Bao en su sustitución) ofrece el análisis de los titulares de prensa diarios, utilizando herramientas de verificación de hechos.

## Equipo del programa

### Presentadores
| Presentador   | Información              | La 1 | Programas   |
| Presentador   | Información              | 2025 | Programas   |
| ------------- | ------------------------ | ---- | ----------- |
| Jesús Cintora | Presentador y periodista |      | 1-109, 128- |
| Aida Bao      | Periodista               |      | 110-127     |

     Presentador/a titular
     Presentador/a sustituto/a

### Colaboradores
| Colaborador/a          | Información           | La 1 |
| Colaborador/a          | Información           | 2025 |
| ---------------------- | --------------------- | ---- |
| Alicia Lobo            | Actriz                |      |
| Asaari Bibang          | Actriz y escritora    |      |
| David Jiménez          | Periodista            |      |
| Encarna Samitier       | Periodista            |      |
| Esther Gimeno          | Actriz y cómica       |      |
| Esther Palomera        | Periodista            |      |
| Glòria Marcos          | Política              |      |
| Héctor de Miguel       | Humorista             |      |
| Ignatius Farray        | Escritor              |      |
| Javier Aroca           | Antropólogo           |      |
| Jesús Maraña           | Periodista y escritor |      |
| José Castro Aragón     | Juez                  |      |
| José Luis Roig         | Periodista            |      |
| Juan Fernández-Miranda | Periodista            |      |
| Juan Manuel de Prada   | Escritor              |      |
| Marina Lobo            | Cómica                |      |
| Miguel Charisteas      | Cómico                |      |
| Raquel Hervás          | Cómica y guionista    |      |

## Temporadas y audiencias
| Temporada | Programas | Estreno             | Final | Audiencia    | Audiencia |
| Temporada | Programas | Estreno             | Final | Espectadores | Cuota     |
| --------- | --------- | ------------------- | ----- | ------------ | --------- |
| 1         | 117       | 9 de abril de 2025  | TBA   | TBA          | TBA       |
| Media     | TBA       | 22 de abril de 2025 | TBA   | TBA          | TBA       |

### Primera temporada (2025)
| N.º total | N.º temp. | Fecha de emisión     | Espectadores      | Cuota       |
| --------- | --------- | -------------------- | ----------------- | ----------- |
| 1         | 1         | 9 de abril de 2025   | 908 000           | 11,8%       |
| 2         | 2         | 10 de abril de 2025  | 630 000 361 000   | 9,1% 3,9%   |
| 3         | 3         | 11 de abril de 2025  | 686 000 261 000   | 8,9% 2,9%   |
| 4         | 4         | 14 de abril de 2025  | 308 000           | 3,8%        |
| 5         | 5         | 15 de abril de 2025  | 289 000           | 3,5%        |
| 6         | 6         | 16 de abril de 2025  | 251 000           | 3,1%        |
| 7         | 7         | 21 de abril de 2025  | 265 000           | 3,3%        |
| 8         | 8         | 22 de abril de 2025  | 231 000           | 3,0%        |
| 9         | 9         | 23 de abril de 2025  | 218 000           | 2,9%        |
| 10        | 10        | 24 de abril de 2025  | 177 000           | 2,4%        |
| 11        | 11        | 25 de abril de 2025  | 193 000           | 2,7%        |
| 12        | 12        | 29 de abril de 2025  | 255 000           | 3,4%        |
| 13        | 13        | 30 de abril de 2025  | 632 000 274 000   | 8,7% 3,1%   |
| 14        | 14        | 2 de mayo de 2025    | 592 000 267 000   | 8,5% 3,2%   |
| 15        | 15        | 5 de mayo de 2025    | 276 000           | 3,3%        |
| 16        | 16        | 6 de mayo de 2025    | 295 000           | 3,7%        |
| 17        | 17        | 7 de mayo de 2025    | 282 000           | 3,6%        |
| 18        | 18        | 9 de mayo de 2025    | 280 000           | 3,9%        |
| 19        | 19        | 12 de mayo de 2025   | 329 000           | 4,2%        |
| 20        | 20        | 13 de mayo de 2025   | 314 000           | 4,1%        |
| 21        | 21        | 14 de mayo de 2025   | 270 000           | 3,3%        |
| 22        | 22        | 15 de mayo de 2025   | 283 000           | 3,5%        |
| 23        | 23        | 16 de mayo de 2025   | 254 000           | 3,6%        |
| 24        | 24        | 19 de mayo de 2025   | 401 000           | 5,2%        |
| 25        | 25        | 20 de mayo de 2025   | 283 000           | 4,0%        |
| 26        | 26        | 21 de mayo de 2025   | 290 000           | 3,9%        |
| 27        | 27        | 22 de mayo de 2025   | 275 000           | 3,8%        |
| 28        | 28        | 23 de mayo de 2025   | 282 000           | 4,1%        |
| 29        | 29        | 26 de mayo de 2025   | 311 000           | 4,1%        |
| 30        | 30        | 27 de mayo de 2025   | 335 000           | 4,5%        |
| 31        | 31        | 28 de mayo de 2025   | 284 000           | 3,8%        |
| 32        | 32        | 29 de mayo de 2025   | 284 000           | 3,9%        |
| 33        | 33        | 30 de mayo de 2025   | 279 000           | 4,0%        |
| 34        | 34        | 2 de junio de 2025   | 297 000           | 3,9%        |
| 35        | 35        | 3 de junio de 2025   | 342 000           | 4,3%        |
| 36        | 36        | 4 de junio de 2025   | 358 000           | 4,9%        |
| 37        | 37        | 5 de junio de 2025   | 335 000           | 4,7%        |
| 38        | 38        | 6 de junio de 2025   | 300 000           | 4,3%        |
| 39        | 39        | 9 de junio de 2025   | 308 000           | 4,3%        |
| 40        | 40        | 10 de junio de 2025  | 365 000           | 4,9%        |
| 41        | 41        | 11 de junio de 2025  | 474 000           | 6,1%        |
| 42        | 42        | 12 de junio de 2025  | 744 000           | 10,2%       |
| 43        | 43        | 13 de junio de 2025  | 737 000 332 000   | 8,3% 4,9%   |
| 44        | 44        | 16 de junio de 2025  | 1 238 000 422 000 | 13,3% 5,7%  |
| 45        | 45        | 17 de junio de 2025  | 737 000 378 000   | 8,3% 5,0%   |
| 46        | 46        | 18 de junio de 2025  | 774 000 374 000   | 8,8% 5,1%   |
| 47        | 47        | 19 de junio de 2025  | 673 000 380 000   | 7,9% 5,2%   |
| 48        | 48        | 20 de junio de 2025  | 673 000 317 000   | 7,9% 4,4%   |
| 49        | 49        | 23 de junio de 2025  | 760 000 393 000   | 8,6% 5,2%   |
| 50        | 50        | 24 de junio de 2025  | 705 000 411 000   | 7,9% 5,4%   |
| 51        | 51        | 25 de junio de 2025  | 722 000 399 000   | 8,5% 5,7%   |
| 52        | 52        | 26 de junio de 2025  | 696 000 365 000   | 8,3% 5,4%   |
| 53        | 53        | 27 de junio de 2025  | 689 000 347 000   | 8,1% 5,2%   |
| 54        | 54        | 30 de junio de 2025  | 796 000 439 000   | 8,7% 5,7%   |
| 55        | 55        | 1 de julio de 2025   | 696 000 355 000   | 8,0% 4,8%   |
| 56        | 56        | 2 de julio de 2025   | 675 000 350 000   | 7,7% 4,9%   |
| 57        | 57        | 3 de julio de 2025   | 675 000 384 000   | 7,8% 5,3%   |
| 58        | 58        | 4 de julio de 2025   | 699 000 350 000   | 8,4% 4,9%   |
| 59        | 59        | 7 de julio de 2025   | 681 000 294 000   | 7,7% 3,8%   |
| 60        | 60        | 8 de julio de 2025   | 746 000 321 000   | 8,4% 4,6%   |
| 61        | 61        | 9 de julio de 2025   | 731 000 356 000   | 8,6% 5,1%   |
| 62        | 62        | 10 de julio de 2025  | 699 000 315 000   | 8,4% 4,7%   |
| 63        | 63        | 11 de julio de 2025  | 614 000 308 000   | 7,2% 4,6%   |
| 64        | 64        | 14 de julio de 2025  | 327 000           | 4,5%        |
| 65        | 65        | 15 de julio de 2025  | 794 000 386 000   | 9,2% 5,6%   |
| 66        | 66        | 16 de julio de 2025  | 733 000 372 000   | 8,4% 5,4%   |
| 67        | 67        | 17 de julio de 2025  | 452 000           | 5,6%        |
| 68        | 68        | 18 de julio de 2025  | 395 000           | 5,9%        |
| 69        | 69        | 21 de julio de 2025  | 715 000 432 000   | 8,4% 6,3%   |
| 70        | 70        | 22 de julio de 2025  | 718 000 463 000   | 8,7% 6,9%   |
| 71        | 71        | 23 de julio de 2025  | 720 000 474 000   | 8,5% 6,6%   |
| 72        | 72        | 24 de julio de 2025  | 461 000           | 6,7%        |
| 73        | 73        | 25 de julio de 2025  | 381 000           | 6,0%        |
| 74        | 74        | 28 de julio de 2025  | 626 000 475 000   | 7,5% 6,8%   |
| 75        | 75        | 29 de julio de 2025  | 601 000 401 000   | 7,2% 5,9%   |
| 76        | 76        | 30 de julio de 2025  | 677 000 400 000   | 8,3% 5,9%   |
| 77        | 77        | 31 de julio de 2025  | 642 000 416 000   | 7,9% 6,1%   |
| 78        | 78        | 1 de agosto de 2025  | 690 000 415 000   | 8,5% 6,5%   |
| 79        | 79        | 4 de agosto de 2025  | 685 000 361 000   | 8,2% 5,3%   |
| 80        | 80        | 5 de agosto de 2025  | 620 000 329 000   | 7,6% 5,0%   |
| 81        | 81        | 6 de agosto de 2025  | 717 000 332 000   | 9,3% 5,1%   |
| 82        | 82        | 7 de agosto de 2025  | 723 000 276 000   | 9,0% 4,2%   |
| 83        | 83        | 8 de agosto de 2025  | 690 000 314 000   | 8,8% 4,8%   |
| 84        | 84        | 11 de agosto de 2025 | 703 000 688 000   | 8,7% 10,3%  |
| 85        | 85        | 12 de agosto de 2025 | 788 000 338 000   | 9,3% 4,5%   |
| 86        | 86        | 13 de agosto de 2025 | 851 000 681 000   | 10,2% 10,3% |
| 87        | 87        | 14 de agosto de 2025 | 687 000 607 000   | 8,7% 9,6%   |
| 88        | 88        | 18 de agosto de 2025 | 895 000 729 000   | 10,6% 10,5% |
| 89        | 89        | 19 de agosto de 2025 | 705 000 629 000   | 9,0% 9,8%   |

### Malas lenguas: Al cuadrado (2025)
| N.º total | N.º temp. | Fecha de emisión     | Espectadores | Cuota |
| --------- | --------- | -------------------- | ------------ | ----- |
| 1         | 1         | 10 de abril de 2025  | 361 000      | 3,9%  |
| 2         | 2         | 11 de abril de 2025  | 261 000      | 2,9%  |
| 3         | 3         | 30 de abril de 2025  | 274 000      | 3,1%  |
| 4         | 4         | 2 de mayo de 2025    | 267 000      | 3,2%  |
| 5         | 5         | 13 de agosto de 2025 | 299 000      | 4,2%  |
| 6         | 6         | 14 de agosto de 2025 | 343 000      | 5,2%  |
| 7         | 7         | 18 de agosto de 2025 | 434 000      | 5,6%  |
| 8         | 8         | 19 de agosto de 2025 | 324 000      | 4,5%  |

- Los programas 1, 2, 3, 13, 14 y a partir del 86 se emitieron simultáneamente en La 1 y La 2 excepto la última media hora (20:30 - 21:00) que solo se emitió en La2 en la escisión llamada Al cuadrado.
- Desde el programa 43 se emitió el programa de 16:00 a 17:15 por La1 y en La 2 de 19:00 a 21:00 horas.

### Audiencias por meses
| Año   | Mes    | Audiencia    | Audiencia |
| Año   | Mes    | Espectadores | Cuota     |
| ----- | ------ | ------------ | --------- |
| 2025  | Abril  | 371 000      | 4,8%      |
| 2025  | Mayo   | 308 000      | 4,1%      |
| 2025  | Junio  | 524 000      | 6,5%      |
| 2025  | Julio  | 520 000      | 6,7%      |
| 2025  | Agosto | 603 000*     | 8,1%*     |
| Media |        |              |           |